# Malheig
Malheig is een Franse stripreeks geschreven door de broers Éric en Jean-Marc Stalner. Zij tekenden ook de stripreeks, samen met Agnès Stalner.

## Verhaal
Het verhaal speelt zich af in Schotland. Malheig gaat over Donan, het hoofdpersonage, die Rockson, een clanleider die twintig eeuwen eerder overleed door zijn clan te verdedigen, wil redden. Om dat te doen moet hij door de tijd reizen.

## Personages
- Donan
- Rockson

## Albums
- 1. Dubbelganger in de tijd, 1996
- 2. De adem van de draak, 1997
- 3. Het oog van de Wedal, 1997
- 4. Rockson, 1998
- 5. Bundeling, 2004